# Farino
Farino is een gemeente in Nieuw-Caledonië en telt 612 inwoners (2014). De oppervlakte bedraagt 48 km², de bevolkingsdichtheid is 12,7 inwoners per km².